# Wedding Impossible
Wedding Impossible (en hangul, 웨딩 임파서블; romanización revisada, Weding Impaseobeul) es una serie de televisión surcoreana dirigida por Kwon Young-il y protagonizada por Jeon Jong-seo, Moon Sang-min, Kim Do-wan y Bae Yoon-kyung. Basada en el homónimo webtoon escrito por Song Jung-won, se emitió por el canal tvN desde el 26 de febrero hasta el 2 de abril de 2024, en horario de lunes y martes a las 20:50 (hora local coreana). También está disponible en las plataformas TVING para Corea del Sur, y Viki y Prime Video en otros países.

## Sinopsis
Para escapar a la presión familiar, Lee Do-han, el heredero de una familia chaebol, decide por fin casarse; pero, dada su condición de homosexual, se tratará de un matrimonio falso. La elegida para ello es una desconocida actriz que ve la oportunidad de interpretar el papel de su vida. El plan podría funcionar, si no fuera por la intromisión del hermano menor de Do-han, Ji-han, el cual, incapaz de ser testigo de semejante puesta en escena, trata de sabotearlo por todos los medios.

## Reparto

### Principal
- Jeon Jong-seo como Na Ah-jung, una actriz secundaria cuyas habilidades de actuación están al máximo nivel pero su nivel de reconocimiento es bajo. Un día recibe una oferta de Lee Do-han, amigo suyo desde hace 15 años, para interpretar el papel de su esposa y nuera de una familia chaebol. Cuando se está preparando para interpretar por fin el primer papel protagonista de su vida, se topa con un saboteador inesperado.[1][3]
- Moon Sang-min como Lee Ji-han, un hijo de familia chaebol de tercera generación, el nieto pequeño del presidente de LJ Group; vive tranquila y fielmente con la ambición de convertir a su hermano mayor Do-han en el heredero del grupo empresarial. Cuando sus planes se ven interrumpidos por el repentino anuncio de boda de su hermano, intenta impedirla por todos los medios posibles.[1][3][4]
- Kim Do-wan como Lee Do-han, el hermano mayor de Ji-han. Es el marido perfecto con el mejor corazón, capacidad y familia, pero rechaza tanto el puesto de sucesor como el matrimonio debido a un impedimento secreto. Traza un plan para escapar de la presión de su familia a través de un matrimonio falso con Ah-jung.[1][5]
- Bae Yoon-kyung como Yoon Chae-won, directora ejecutiva de la Corporación Taeyang. Es una persona noble tanto por su nacimiento como por su conducta, y es la persona que Ji-han considera como su futura cuñada. Sintiéndose nerviosa hacia él, que parecía un hermano menor, se vuelve codiciosa por primera vez en su vida.[1][6]

### Secundario

#### Famila de Ji-han y Do-han
- Kwon Hae-hyo como Hyun Dae-ho, el abuelo de Ji-han y Do-han, presidente de LJ Group.[7]
- Park Ah-in como Choi Seung-ah, la media hermana de Ji-han, que es directora general de los grandes almacenes LJ, un personaje ambicioso que se esfuerza por convertirse en el sucesor del grupo LJ.[8][9]
- Hong In como Choi Min-woong, es el director ejecutivo del Hotel LJ y el medio hermano de Ji-han.[10]
- Kim Ye-won como Ahn Se-jin, la esposa de Min-woong.[11]

#### Familia de Ah-jung
- Kim Kwang-kyoo como Na Dae-seop, el padre de Ah-jung.[10]
- Kim Soo-jin como Seo Dong-ok, la madre de Ah-jung.[10]
- Moon Seung-yoo como Na Soo-jung, la hermana menor de Ah-jung.[10]
- Kim Young-hoon como Cho Tae-min, el cuñado de Ah-jung y el esposo de Soo-jung.[10]
- Seo Woo-jin como Cho Ji-oh, el sobrino de Ah-jung.[10]

#### Conocidos de Ah-jung
- Song Sang-eun como Yang Ji-ae, una compañera de universidad de Ah-jung que dirige una cafetería como trabajo secundario.[10]
- Kang Na-eon como Yoo Jong-hee, una compañera de universidad de Ah-jung y artista novata.[10]

#### Conocidos de Ji-han
- Min Jin-woong como Eun Taek, el jefe de Ji-han.[10]
- Jung Hee-tae como Kim Min-seop, el secretario de Hyun Dae-ho.[10]
- Shin Moon-sung como Kang Ik-joon, un reportero.[10]
- Shin Yong-beom como Jung Dae-hyun.

### Apariciones especiales
- Joo Hyun-young como Hong Na-ri, excompañera de clase y rival de Ah-jung, ahora una actriz de éxito (ep. 1).[12]
- Kang Hyung-suk como Kim Ho-tae (ep. 1).[13]
- Jung Kyung-ho como la cita de Yoon Chae-won (ep. 4).[14]
- Han Soo-yeon como Hyun Soo-hyun, la madre de Ji-han y Do-han.[15]
- Lee Soo-hyuk.[16]
- Kim Bum como Kim Tae-hwan.[16]
- Ryu Kyung-soo.[16]

## Producción y promoción
La serie está basada en el homónimo webtoon escrito por Song Jung-won e ilustrado por Lee Chung. El director Kwon Young-il fue también codirector de la conocida Search: WWW (tvN, 2019), así como de My Unfamiliar Family (tvN, 2020). Los nombres de los dos protagonistas Jeon Jong-seo y Moon Sang-min fueron anunciados en diciembre de 2022, momento en que aún se estaba trabajando en las audiciones para cerrar el reparto.
El rodaje de la serie se desarrolló entre mediados de febrero y mediados de agosto de 2023. Se detuvo el 11 de abril, tal y como informó el equipo de producción, debido a la muerte repentina de una componente del reparto, la actriz Jung Chae-yul, quien fue hallada muerta ese día en su domicilio; Jung falleció a la edad de 26 años. El rodaje se reanudó dos días después, mientras el equipo de producción buscaba una sustituta para la actriz fallecida.
El 15 de enero de 2024 se difundieron imágenes de la lectura del guion. Una semana después se publicó el cartel principal de la serie.

## Audiencia
| Temporada | Temporada | Episodio número | Episodio número | Episodio número | Episodio número | Episodio número | Episodio número | Episodio número | Episodio número | Episodio número | Episodio número | Episodio número | Episodio número | Promedio |
| Temporada | Temporada | 1               | 2               | 3               | 4               | 5               | 6               | 7               | 8               | 9               | 10              | 11              | 12              | Promedio |
| --------- | --------- | --------------- | --------------- | --------------- | --------------- | --------------- | --------------- | --------------- | --------------- | --------------- | --------------- | --------------- | --------------- | -------- |
|           | 1         | 938             | 842             | 893             | 852             | 851             | 741             | 769             | 757             | 722             | 448             | 566             | 747             | 761      |

| Episodio | Fecha de emisión      | Índices de audiencia (Nielsen Korea) | Índices de audiencia (Nielsen Korea) |
| Episodio | Fecha de emisión      | Nacional                             | Seúl                                 |
| --- | --------------------- | ------------------------------------ | ------------------------------------ |
| 1 | 26 de febrero de 2024 | 4,004 % (1.ª)                        | 4,441 % (1.ª)                        |
| 2 | 27 de febrero de 2024 | 4,066 % (1.ª)                        | 4,651 % (1.ª)                        |
| 3 | 4 de marzo de 2024    | 4,054 % (1.ª)                        | 4,569 % (1.ª)                        |
| 4 | 5 de marzo de 2024    | 3,986 % (1.ª)                        | 3,914 % (2.ª)                        |
| 5 | 11 de marzo de 2024   | 3,671 % (1.ª)                        | 3,718 % (1.ª)                        |
| 6 | 12 de marzo de 2024   | 3,485 % (1.ª)                        | 3,759 % (1.ª)                        |
| 7 | 18 de marzo de 2024   | 3,503 % (1.ª)                        | 3,576 % (1.ª)                        |
| 8 | 19 de marzo de 2024   | 3,394 % (2.ª)                        | 3,629 % (2.ª)                        |
| 9 | 25 de marzo de 2024   | 3,130 % (1.ª)                        | 3,422 % (1.ª)                        |
| 10 | 26 de marzo de 2024   | 2,229 % (1.ª)                        | 2,236 % (2.ª)                        |
| 11 | 1 de abril de 2024    | 2,800 % (1.ª)                        | 3,093 % (1.ª)                        |
| 12 | 2 de abril de 2024    | 3,666 % (1.ª)                        | 4,184 % (1.ª)                        |
| Promedio | Promedio              | 3,499 %                              | 3,766 %                              |
| - En la tabla superior, los números azules representan las calificaciones más bajas y los números rojos representan las más altas. - Esta serie se transmite en un canal de cable/televisión de pago, que normalmente tiene una audiencia menor respecto a las emisoras de televisión públicas/gratuitas (KBS, SBS, MBC y EBS). |                       |                                      |                                      |